# Трикала (футбольний клуб)
Трикала (грец. Α.Ο. Τρίκαλα, повна назва грец. Αθλητικός Όμιλος Τρικάλων — Атлетична асоціація Трикали) — професійний грецький футбольний клуб з міста Трикала, Фессалія. Заснований 1963 року. Домашній стадіон — муніципальний стадіон Трикали. Основні клубні кольори — червоний та жовтий.

## Історія виступів у національних лігах
| - 1963-64: Бета Етнікі - 1964-67: Альфа Етнікі - 1967-68: Бета Етнікі - 1968-69: Альфа Етнікі - 1969-71: Бета Етнікі - 1971-73: Альфа Етнікі - 1973-83: Бета Етнікі - 1983-84: Гамма Етнікі - 1984-88: Бета Етнікі - 1988-91: Гамма Етнікі - 1991-92: Бета Етнікі | - 1992-95: Гамма Етнікі - 1995-99: Бета Етнікі - 1999-00:Альфа Етнікі - 2000-01: Бета Етнікі - 2001-03: Гамма Етнікі - 2003-05: Дельта Етнікі - 2005-07: Гамма Етнікі - 2007-08: Дельта Етнікі - 2008-09: Дельта Етнікі - 2009-10 Гамма Етнікі - 2010-11 Бета Етнікі |

## Відомі гравці
Греція
- Костас Фортуніс
- Георгіос Кольцидас

Інші країни
- Лазар Радович